# Bimm (Motorradhersteller)
Bimm war ein italienischer Hersteller von Mopeds, Mokicks und Kleinmotorrädern mit Sitz in Montemurlo bei Florenz. Das Unternehmen wurde Ende der 1960er-Jahre von Josè Becocci gegründet und firmierte ab 1979 unter dem neuen Namen Bimotor. Die Fahrzeuge wurden teilweise auch unter den Markennamen MotoBimm oder in Kooperation mit Moto Gori als Gori-Bimm vermarktet.

## Geschichte
Bimm spezialisierte sich zunächst auf die Herstellung von sportlichen Mopeds mit Minarelli-Zweitaktmotoren. 1969 stellte das Unternehmen erstmals Geländemodelle für den Moto-Cross-Sport vor. In den 1970er-Jahren feierte Bimm auch sportliche Erfolge: 1971 gewann die Marke die italienische 50-cm³-Meisterschaft mit den Fahrern Franco Ravagli und Giorgio Paci.
Ab 1979 wurde der Firmenname in Bimotor geändert. Das Unternehmen blieb weiterhin in Montemurlo ansässig und konzentrierte sich auf die Produktion von Kleinkrafträdern mit sportlichem Charakter.

## Modelle und Technik
Zu den wichtigsten Modellreihen gehörten:
- die Serie V/1 TSK
- das Modell Billo mit gebläsegekühltem Minarelli-Einzylindermotor
- weitere Straßenversionen wie City, Soul, Fiesta, Baby Trial und Free Time (Letzteres hatte ein Sechsganggetriebe und einen Minarelli-Motor).

Später folgten leistungsstärkere Offroad-Modelle:
- die Moto-Cross-Modelle Cross Codice mit Aluminiumzylinder und Sechsganggetriebe
- sowie Cross Competizione mit einem schlitzgesteuerten Minarelli-P6-Motor (12,5 PS bei 12.000/min).

Zu den letzten bekannten Modellreihen gehörten:
- die Country mit Zentralrohrrahmen und Vierganggetriebe,
- die All Time mit Eingang-Minarelli-Motor sowie die Ciak (wahlweise mit Eingangmotor oder Variomatik).

Einige Rahmen und Komponenten stammten von Nino Verlicchi.

## Rückgang und Ende
Mitte der 1970er-Jahre erreichte Bimm eine Jahresproduktion von bis zu 20.000 Fahrzeugen. Ein extremer Rückschlag folgte 1977, als ein Erpressungsversuch in einem Sprengstoffanschlag auf das Werk mündete. Dieser Vorfall sowie der zunehmende Konkurrenzdruck führten zum Rückgang der Motorradproduktion.
In den 1980er-Jahren verlagerte sich das Unternehmen auf die Herstellung von Fahrrädern und kooperierte mit Bartali. Das Unternehmen wurde später von Riccardo Becocci, dem Sohn des Gründers, weitergeführt.

## Sonstiges
Josè Becoccis Bruder, Andrea Becocci, gründete später das Unternehmen AIM.